# Cornelius Righter
Cornelius Erwin Righter (Campbell, 7 maart 1897 - Englewood, 30 augustus 1985) was een Amerikaans rugbyspeler.

## Carrière
Tijdens de Olympische Zomerspelen 1920 won hij met de Amerikaanse ploeg olympisch kampioen.

## Erelijst

### Met Verenigde Staten
- Olympische Zomerspelen:  1920